# FEDEC
A FEDEC a professzionális cirkusziskolák szövetsége, franciául: Fédération Européenne Des Écoles de Cirque Professionnelles, angolul: European Federation of Professionnal Circus Schools, egy 1998-ban alapított nemzetközi szövetség, amely cirkuszi iskolák és képzési programok, valamint az információs, kutatási és cirkuszi művészetek érdekképviseletével foglalkozik. A szervezet 70 teljes jogú és szakmai partnerrel rendelkezik, több mint 20, főként európai országból.

## Elnökök
- Jan-Rok Achard (1998–1999)
- Bernard Turin (2000–2002)
- Philippe Haenen (2002–2008)
- Tim Roberts (2008–2014)
- Donald Lehn (2014–2017)